# おお永遠、そは雷のことば
おお永遠、そは雷のことば（おおえいえん、そはいかづちのことば、O Ewigkeit, du Donnerwort）は、ヨハン・ゼバスティアン・バッハの4声コラール集収録の讃美歌、BWV397。永遠の地獄のコラールである。初出はヨハン・リストが1653年に作詞した定旋律ヨハン・クリューガー実践讃美歌集Praxis Pietatis Melicaによる。

## 収録

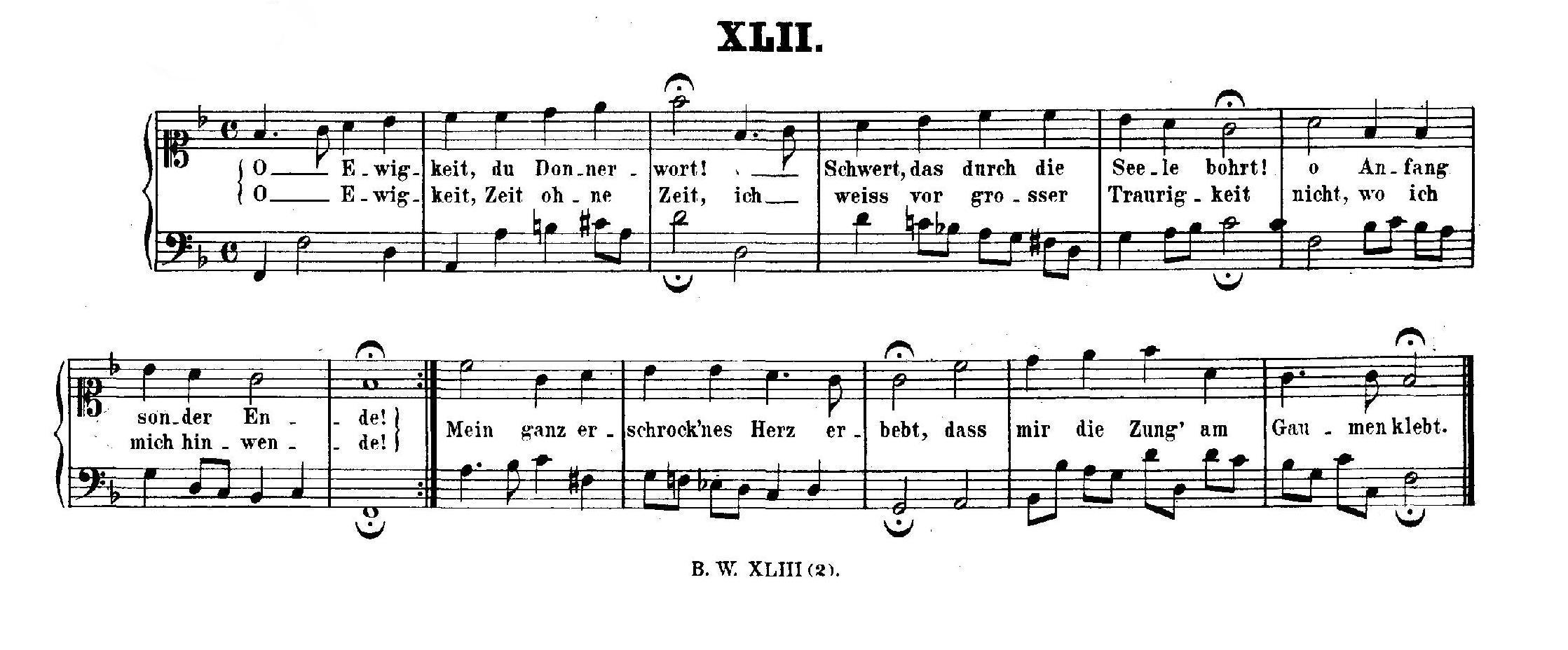
アンナ・マグダレーナ・バッハ第二巻　42曲目

ヨハン・ゼバスティアン・バッハの当時ドイツでよく知られ、暗唱されていたとされ、バッハの同名のカンタータBWV20番で、歌詞1,7,11節が使われており、2-6,8-10でアレンジ引用される。またカンタータBWV60の一曲目のアリアとコラールで、この曲に聖書の詩篇119篇166節が組み合わされている。
アンナ・マグダレーナ・バッハのためのクラヴィーア小曲集第2巻,42曲目BWV513には、1節の歌詞と伴奏が収録されている。コラール集のBWV397は16節である。

## 歌詞
16節まである。
1.

O Ewigkeit, du Donnerwort, おお永遠　あなたのことばは雷

O Schwert, das durch die Seele bohrt,魂を刺し通す剣

O Anfang sonder Ende!　終わりのない始まり！

O Ewigkeit, Zeit ohne Zeit,　永遠、時のない時,

Ich weiß für großer Traurigkeit　　私は大きな悲しみをもち

Nicht, wo ich mich hinwende!　どこに向かっていいのか知らない！

Mein ganz erschrocknes Herz erbebt,　私の心は完全に恐れおののき,

Daß mir die Zung am Gaumen klebt　私の舌はあごにはりつく。

11.

Solang ein Gott im Himmel lebt 神が天に生き

Und über alle Wolken schwebt,雲の上におられる限り

Wird solche Marter währen.地獄の苦しみは続く。

Es wird sie plagen Kält und Hitz,彼らを寒さと熱さが襲い

Angst, Hu, Schrecken, Feur und Blitz　苦悩、恐ろしい火、雷の

Und sie doch nie verzehren.尽きることはない。

Denn wird sich enden diese Pein,この痛みに終わりはない。

Wenn Gott nicht mehr wird ewig sein.永遠の神がおられる限り。